# Lijst van uitgestorven dieren in Europa
De lijst van uitgestorven dieren in Europa laat zien welke dieren uitgestorven zijn in het Europese continent en een aantal overzeese gebiedsdelen van sommige Europese landen.

## Pleistoceneuitstervingen
Een lijst van dieren die zijn uitgestorven tijdens het Pleistoceen is niet mogelijk. Hier worden alleen enkele voorbeelden van gewervelde dieren gegeven:
- Holenbeer, Ursus spelaeus
- Holenleeuw, Panthera leo spelaea
- Dwergolifanten in de Middellandse Zee, Elephas (Palaeoloxodon) sp. (Verschillende soorten op de eilanden.)
- Kreta-dwergnijlpaard, Hippopotamus creutzburgi (Kreta, Griekenland)
- Cyprusdwergnijlpaard, Phanourios minutis (Cyprus)
- Deinotherium, Deinotherium giganteus
- Dinofelis, Dinofelis diastemata
- Europees nijlpaard, Hippopotamus antiquus
- Elasmotherium sibiricum
- Wolharige mammoet, Mammuthus primigenius
- Sardinische dwergmammoet, Mammuthus lamarmorae (Sardinië, Italië)
- Hippopotamus melitensis (Sicilië, Italië & Malta)
- Hippopotamus pentlandi (Sicilië, Italië & Malta)
- Zuidelijke mammoet, Mammuthus meridionalis
- Elephas antiquus
- Tenerife reuzenrat, Canariomys bravoi (Tenerife, Canarische Eilanden, Spanje)
- Wolharige neushoorn, Coelodonta antiquitatis
- Greyada Epalatusa, Grijze kraanvogel

## WereldwijdeHoloceneuitstervingen

### Zoogdieren
- Oeros, Bos primigenius primigenius (1627, Polen)
- Myotragus balearicus (c.3000 v.Chr., Mallorca, Menorca, Spanje)
- Nesiotites hidalgo (Mallorca, Menorca, Spanje)
- Kaukasuseland, Alces alces caucasicus (begin 19de eeuw, Kaukasus)
- Kaukasuswisent, Bison bonasus caucasius (1927, Kaukasus)
- Karpatische wisent, Bison bonasus hungarorum (1790, Karpaten)
- Nesiotites corsicanus (Corsica, Frankrijk)
- Megaceroides cretensis (Kreta, Griekenland)
- Europese wilde ezel of Encebra, Equus hydruntinus (15e eeuw, Spanje)
- Reuzenhert, Megaloceros giganteus (c.5000 v.Chr., Oeral)
- Hypnomys morphaeus (Mallorca, Spanje)
- Majorcahaas, Lepus granatensis solisi (Mallorca, Spanje)
- Hypnomys mahonensis (Menorca, Spanje))
- Portugese steenbok, Capra pyrenaica lusitanica (1892, Portugal)
- Pyrenese steenbok, Capra pyrenaica pyrenaica (2000, Spanje)
- Cynotherium sardous (Sardinië, Italië)
- Nesiotites similis (Sardinië, Italië)
- Sardinische lynx, Lynx lynx sardiniae (Sardinië, Italië)
- Sardinische fluithaas, Prolagus sardus (1800, Sardinië, Italië)
- Tarpan, Equus ferus ferus (1880, Polen)
- Tilosdwergolifant, Elephas (Palaeoloxodon) sp. (4000 v.Chr., Tilos, Griekenland)
- Mus bateae
- Mus minotaurus
- Rhagamys orthodon
- Microtus henseli

### Vogels
- Reuzenalk, Pinguinus impennis (1844, IJsland)
- Cypruswaterspreeuw, Cinclus cinclus olympicus (1950, Cyprus)
- Ibizaral, Rallus eivissensis (circa 5000 v.Chr., Ibiza, Spanje)
- Dunbekwulp, Numenius tenuirostris (1995, Marokko)

### Reptielen
- Ratas eiland-hagedis, Podarcis lilfordi rodriquezi (1950, Menorca, Spanje)
- Santo Stefano eiland-hagedis, Podarcis sicula sanctistephani (1965, Santo Stefano Eiland, Italië)

### Insecten
- Hydropsyche tobiasi (1938, Duitsland)
- Duingentiaanblauwtje Maculinea alcon arenaria (1979, Nederland)
- Siettitia balsetensis (Frankrijk)

### Weekdieren
- Belgandiella intermedia (Oostenrijk)
- Bythinella intermedia (Oostenrijk)
- Graecoanatolica macedonica (Dorjanmeer, Macedonië, Griekenland)
- Ohridohauffenia drimica (Servië en Montenegro)

## Holocene uitstervingen in de overzeese gebiedsdelen van Europese landen
De volgende lijsten laten de uitgestorven dieren zien in de overzeese gebiedsdelen van een aantal Europese landen. Deze overzeese gebiedsdelen zijn de vier Franse delen (Martinique, Guadeloupe, Frans-Guyana, en Réunion), de twee Portugese delen Azoren en Madeira, en één Spaans deel, namelijk de Canarische Eilanden.

### Canarische Eilanden
- Canarische reuzenrat, Canariomys tamarani (Gran Canaria, Canarische Eilanden, Spanje)
- Lavamuis, Malpaisomys insularis (Canarische Eilanden, Spanje)
- Canarische scholekster, Haematopus meadewaldoi (1981, Tenerife, Spanje)
- Canarische kwartel, Coturnix gomerae (Canarische Eilanden, Spanje)
- Oostelijke Canarische tjiftjaf, Phylloscopus canariensis exsul (1986, Lanzarote, Fuerteventura, Spanje)

### Madeira
- Madeira houtduif, Columba palumbus maderensis (1924, Madeira, Portugal)
- Leiostyla lamellosa (Landslak uit Madeira, Portugal)
- Pseudocampylaea loweii (Landslak uit Madeira, Portugal)

### Franse overzeese afdelingen
- Lijst van uitgestorven dieren in Réunion
- Lijst van uitgestorven dieren in Martinique en Guadeloupe

## Lokale Europese uitstervingen
- Aziatische leeuw, Panthera leo persica (100 nChr, Griekenland)
- Jachtluipaard, Acinonyx jubatus (15e eeuw, Armenië)
- Heremietibis, Geronticus eremita (16e eeuw) - herintroduceerd in zuidelijk Spanje (2004) en Oostenrijk (2005)
- Grijze walvis, Eschrichtius robustus (1750, Noordelijke Atlantische Oceaan)

## Herontdekt
- Beierse woelmuis, Microtus bavaricus (2000, Oostenrijk)
- Telestes turskyi (2002, Kroatië)